# Challenge Mallorca
De Challenge Mallorca (Spaans: Volta Ciclista a Mallorca) is een serie van eendagswielrenwedstrijden die jaarlijks begin februari wordt verreden op het Spaanse eiland Mallorca. Van 1992-2011 waren dit er telkens vijf, van 2012-2021 vier wedstrijden. Sinds 2022 bevat de Challenge Mallorca opnieuw vijf wedstrijden. De Challenge Mallorca maakt deel uit van de UCI Europe Tour. In de periode 1992-2009 werd er een eindklassement opgemaakt over de verreden trofeo's.
In 2024 werd er voor het eerst voor de vrouwen, voorafgaand aan de wedstrijden reeks bij de mannen, een driedaagse equivalent verreden.

## Etappekoers of eendagswedstrijden?
De Challenge Mallorca staat op de kalender als etappekoers. Toch bestaat de ronde uit eendagswedstrijden (Trofeo's) die in de loop van de jaren onder verschillende namen zijn verreden. Een renner kan ervoor kiezen om aan één, meerdere of alle wedstrijden mee te doen. Ook kan een ploeg ervoor kiezen om bijna elke wedstrijd een andere selectie af te vaardigen.
Alle wedstrijden die samen de Challenge Mallorca vormen zijn van de 1.1-categorie en de te behalen punten tellen mee voor het klassement van de Europe Tour. Er zijn alleen punten te verdienen in de afzonderlijke trofeo's.
Tot en met de editie van 2009 werd er wel een eindklassement op gemaakt. Hierin telde alleen de rituitslagen mee van die renners die aan alle wedstrijden had deelgenomen.

## Geschiedenis
De eerste Challenge Mallorca werd verreden in 1992. Spanjaard Javier Murguialday werd klassementswinnaar. In 1998 werd de Nederlander Léon van Bon klassementswinnaar. De Belg Philippe Gilbert werd in 2008 winnaar van het klassement. Recordhouder is de Spanjaard Francisco Cabello met vier eindoverwinningen, hij won de ronde in 1994, 1996, 2000 en 2002.

### Deelnemersveld
De Challenge Mallorca geniet elk jaar weer een sterk deelnemersveld met grote namen uit zowel Spanje als andere landen. Veel ploegen uit de UCI World Tour (en voorheen de voorgangers) zijn ieder jaar weer van de partij. De wedstrijd is een van de openingskoersen van het Europese wielerseizoen, wat een van de oorzaken is van de populariteit van de ronde. Ook de overwinning is vaak voor een bekende renner, zo wonnen Laurent Jalabert en Alejandro Valverde tweemaal het eindklassenemt, en ook Alex Zülle was klassementswinnaar.

## Winnaars
| Jaar | Eindklassement          | Trofeo Palma de Mallorca                  | Trofeo Manacor                    | Trofeo Alcúdia                     | Trofeo Sóller                    | Trofeo Calvià                            |
| ---- | ----------------------- | ----------------------------------------- | --------------------------------- | ---------------------------------- | -------------------------------- | ---------------------------------------- |
| 1992 | Javier Murguialday      | Kenneth Weltz                             | Alfonso Gutiérrez                 | Alfonso Gutiérrez                  | Juan Carlos González             | Neil Stephens                            |
| 1993 | Laurent Jalabert        | Asjat Saitov                              | Laurent Jalabert                  | Alfonso Gutiérrez                  | Laurent Jalabert                 | Federico Echave                          |
| 1994 | Francisco Cabello       | Juan Llaneras                             | José Ramón Uriarte                | Axier Guenetxea                    | Ángel Edo                        | Alfonso Gutiérrez                        |
| 1995 | Alex Zülle              | Adriano Baffi                             | Samuele Schiavina                 | Jeroen Blijlevens                  | Laurent Jalabert                 | Beat Zberg                               |
| 1996 | Francisco Cabello       | Jeroen Blijlevens                         | Federico Colonna                  | Godert de Leeuw                    | Francisco Cabello                | Francisco Cabello                        |
| 1997 | Laurent Jalabert        | Erik Zabel                                | Hendrik Van Dyck                  | Peter Van Petegem                  | Laurent Jalabert                 | Tom Steels                               |
| 1998 | Léon van Bon            | Erik Zabel                                | Elio Aggiano                      | Jeremy Hunt                        | Tom Steels                       | Tom Steels                               |
| 1999 | José Luis Rebollo       | Jeroen Blijlevens                         | Mario Cipollini                   | Claus Michael Møller               | Mario Cipollini                  | Francisco Cabello                        |
| 2000 | Francisco Cabello       | Óscar Freire                              | Paolo Bettini                     | Robbie McEwen                      | Francisco Cabello                | Elio Aggiano                             |
| 2001 | Mathew Hayman           | Erik Zabel                                | Erik Zabel                        | Michael Boogerd                    | Mathew Hayman                    | Robbie McEwen                            |
| 2002 | Francisco Cabello       | Isaac Gálvez                              | Óscar Freire                      | Igor Flores                        | Óscar Freire                     | Erik Dekker                              |
| 2003 | Alejandro Valverde      | Isaac Gálvez                              | Isaac Gálvez                      | Allan Davis                        | Aljaksandr Oesaw                 | Remmert Wielinga                         |
| 2004 | Antonio Colom           | Allan Davis                               | Allan Davis                       | Óscar Freire                       | Alejandro Valverde               | Unai Etxebarria                          |
| Jaar | Eindklassement          | #1                                        | #2                                | #3                                 | #4                               | #5                                       |
| 2005 | Alejandro Valverde      | Trofeo Palma de Mallorca Óscar Freire     | Trofeo Alcúdia Óscar Freire       | Trofeo Pollença Alejandro Valverde | Trofeo Sóller Alejandro Valverde | Trofeo Magaluf-Palmanova Antonio Colom   |
| 2006 | David Bernabéu          | Trofeo Palma de Mallorca Isaac Gálvez     | Trofeo Cala Millor Isaac Gálvez   | Trofeo Pollença David Bernabéu     | Trofeo Sóller Paolo Bettini      | Trofeo Magaluf-Palmanova David Kopp      |
| 2007 | Luis León Sánchez       | Trofeo Palma de Mallorca Óscar Freire     | Trofeo Cala Millor Vicente Reynés | Trofeo Pollença Thomas Dekker      | Trofeo Sóller Antonio Colom      | Trofeo Magaluf-Palmanova Unai Etxebarria |
| 2008 | Philippe Gilbert        | Trofeo Palma de Mallorca Philippe Gilbert | Trofeo Cala Millor Graeme Brown   | Trofeo Pollença José Joaquín Rojas | Trofeo Inca Philippe Gilbert     | Trofeo Magaluf-Palmanova Gert Steegmans  |
| 2009 | Antonio Colom           | Trofeo Palma de Mallorca Gert Steegmans   | Trofeo Cala Millor Robbie McEwen  | Trofeo Inca Daniele Bennati        | Trofeo Bunyola Antonio Colom     | Trofeo Magaluf-Palmanova Gerald Ciolek   |
| 2010 | Geen klassementswinnaar | Trofeo Palma de Mallorca Robbie McEwen    | Trofeo Cala Millor Óscar Freire   | Trofeo Inca Linus Gerdemann        | Trofeo Deià Rui Alberto Costa    | Trofeo Magaluf-Palmanova André Greipel   |
| 2011 | Geen klassementswinnaar | Trofeo Palma de Mallorca Tyler Farrar     | Trofeo Cala Millor Tyler Farrar   | Trofeo Inca Ben Hermans            | Trofeo Deià José Joaquín Rojas   | Trofeo Magaluf-Palmanova Murilo Fischer  |

| Jaar | #1                                                              | #2                                                 | #3                                                       | #4                                                         | #5                                   |
| ---- | --------------------------------------------------------------- | -------------------------------------------------- | -------------------------------------------------------- | ---------------------------------------------------------- | ------------------------------------ |
| 2012 | Trofeo Palma de Mallorca Andrew Fenn                            | Trofeo Migjorn Andrew Fenn                         | Trofeo Deià Lars Petter Nordhaug                         | Trofeo Serra de Tramuntana Afgelast wegens slecht weer     |                                      |
| 2013 | Trofeo Palma de Mallorca Kenny Dehaes                           | Trofeo Campos Leigh Howard                         | Trofeo Serra de Tramuntana Alejandro Valverde            | Trofeo Alcúdia Leigh Howard                                |                                      |
| 2014 | Trofeo Palma de Mallorca Sacha Modolo                           | Trofeo Campos-Santanyí-ses Salines Sacha Modolo    | Trofeo Serra de Tramuntana, Deià-Lluc Michal Kwiatkowski | Trofeo Alcúdia-Can Picafort-Platja de Muro Gianni Meersman |                                      |
| 2015 | Trofeo Santanyí-Ses Salines-Campos Matteo Pelucchi              | Trofeo Andratx-Mirador d'Es Colomer Steve Cummings | Trofeo Serra de Tramuntana Alejandro Valverde            | Trofeo Playa de Palma-Palma Matteo Pelucchi                |                                      |
| 2016 | Trofeo Felantix-Ses Salines-Campos-Porreda André Greipel        | Trofeo Pollença-Andratx Gianluca Brambilla         | Trofeo Serra de Tramuntana Fabian Cancellara             | Trofeo Playa de Palma-Palma André Greipel                  |                                      |
| 2017 | Trofeo Porreres-Felanitx-Ses Salines-Campos André Greipel       | Trofeo Serra de Tramuntana Tim Wellens             | Trofeo Andratx-Mirador des Colomer Tim Wellens           | Trofeo Playa de Palma-Palma Daniel McLay                   |                                      |
| 2018 | Trofeo Campos-Porreres-Felanitx-Ses Salines John Degenkolb      | Trofeo de Tramuntana: Sóller-Deià Tim Wellens      | Trofeo Lloseta-Andratx Toms Skujiņš                      | Trofeo Palma John Degenkolb                                |                                      |
| 2019 | Trofeo Ses Salines-Campos-Porreres-Felanitx Jesús Herrada       | Trofeo Andratx-Lloseta Emanuel Buchmann            | Trofeo de Tramuntana: Sóller-Deià Tim Wellens            | Trofeo Palma Marcel Kittel                                 |                                      |
| 2020 | Trofeo Felanitx, Ses Salines, Campos, Porreres Matteo Moschetti | Trofeo Serra de Tramuntana Emanuel Buchmann        | Trofeo Pollença-Andratx Marc Soler                       | Trofeo Playa de Palma Matteo Moschetti                     |                                      |
| 2021 | Trofeo Calvià Ryan Gibbons                                      | Trofeo Serra de Tramuntana Jesús Herrada           | Trofeo Port d'Andratx-Mirador des Colomer Winner Anacona | Trofeo Alcúdia-Port d'Alcúdia André Greipel                |                                      |
| 2022 | Trofeo Calvià Brandon McNulty                                   | Trofeo Alcúdia-Port d'Alcúdia Biniam Girmay        | Trofeo Serra de Tramuntana Tim Wellens                   | Trofeo Pollança-Port d'Andratx Alejandro Valverde          | Trofeo Playa de Palma Arnaud De Lie  |
| 2023 | Trofeo Calvià Rui Costa                                         | Trofeo Ses Salines - Alcudia Marijn van den Berg   | Trofeo Andratx - Mirador D'es Colomer Kobe Goossens      | Trofeo Serra de Tramuntana Kobe Goossens                   | Trofeo Palma - Palma Ethan Vernon    |
| 2024 | Trofeo Calvià Simon Carr                                        | Trofeo Ses Salines-Felanitx Paul Magnier           | Trofeo Pollança-Port d'Andratx Pelayo Sánchez            | Trofeo Serra de Tramuntana Lennert Van Eetvelt             | Trofeo Palma - Palma Gerben Thijssen |
| 2025 | Trofeo Calvià Jan Christen                                      | Trofeo Ses Salines Marijn van den Berg             | Trofeo Serra de Tramuntana Florian Stork                 | Trofeo Andratx-Pollança Geannuleerd                        | Trofeo Palma Iúri Leitão             |

### Meervoudige winnaars eindklassement (1992-2009)
| Overwinningen | Renner             | Land      | Jaren                  |
| ------------- | ------------------ | --------- | ---------------------- |
| 4             | Francisco Cabello  | Spanje    | 1994, 1996, 2000, 2002 |
| 2             | Laurent Jalabert   | Frankrijk | 1993, 1997             |
| 2             | Alejandro Valverde | Spanje    | 2003, 2005             |
| 2             | Antonio Colom      | Spanje    | 2004, 2009             |

### Overwinningen eindklassement per land (1992-2009)
| Overwinningen | Land                                      |
| ------------- | ----------------------------------------- |
| 12            | Spanje                                    |
| 2             | Frankrijk                                 |
| 1             | Australië, België, Nederland, Zwitserland |

## Vrouwen
De eerste serie van drie wedstrijden van de Challenge ciclista Mallorca Femenina werd van 20-22 januari 2024 verreden.

### Winnaressen
| Jaar | Periode  | #1                                                | #2                                       | #3                                            |
| ---- | -------- | ------------------------------------------------- | ---------------------------------------- | --------------------------------------------- |
| 2024 | 20-22/01 | Trofeo Felanitx-Colònia de Sant Jordi Noemi Rüegg | Trofeo Palma Femina Magdeleine Vallieres | Trofeo Binissalem-Andratx Eleonora Gasparrini |
| 2025 | 25-27/01 | Trofeo Marratxi-Felanitx Lotta Henttala           | Trofeo Palma Femina Marlen Reusser       | Trofeo Binissalem-Andratx Thalita de Jong     |

1992 · 1993 · 1994 · 1995 · 1996 · 1997 · 1998 · 1999 · 2000 · 2001 · 2002 · 2003 · 2004 · 2005 · 2006 · 2007 · 2008 · 2009 · 2010 · 2011 · 2012 · 2013 · 2014 · 2015 · 2016 · 2017 · 2018 · 2019 · 2020 · 2021 · 2022 · 2023 · 2024 · 2025